# Lactobacillus acidipiscis
Lactobacillus acidipiscis è una specie di batterio appartenente alla famiglia delle Lactobacillaceae.